# 瀬戸川 (静岡県)
瀬戸川（せとがわ）は、静岡県藤枝市および焼津市を流れる河川。二級水系の本流。

## 地理
静岡県藤枝市北部の高根山に端を発し、焼津市の焼津港付近で駿河湾に注ぐ。流域面積179km²、幹線流路延長約30km。高根山付近の年平均降水量は3000mm（平成16年から平成25年の平均値）と非常に多い。
上流部から中流部では、瀬戸川および支流の朝比奈川・葉梨川の3河川が大井川山地を刻みながら並んで流れており、それぞれに両側の山地から急勾配で小規模な谷川が流入している。
下流部は大井川左岸扇状地上を流れるが、この付近の志太平野では奈良・平安時代に瀬戸川や大井川が乱流して三角州の様相を呈していた。瀬戸川や朝比奈川は現在も上流からの砂礫の供給が多く河床上昇が進んでおり、平野部の増水時の水位が周辺地盤より高くなっている。この地形的な状況と前述の上流部の降水量により、瀬戸川流域では古くから洪水被害も多かった。

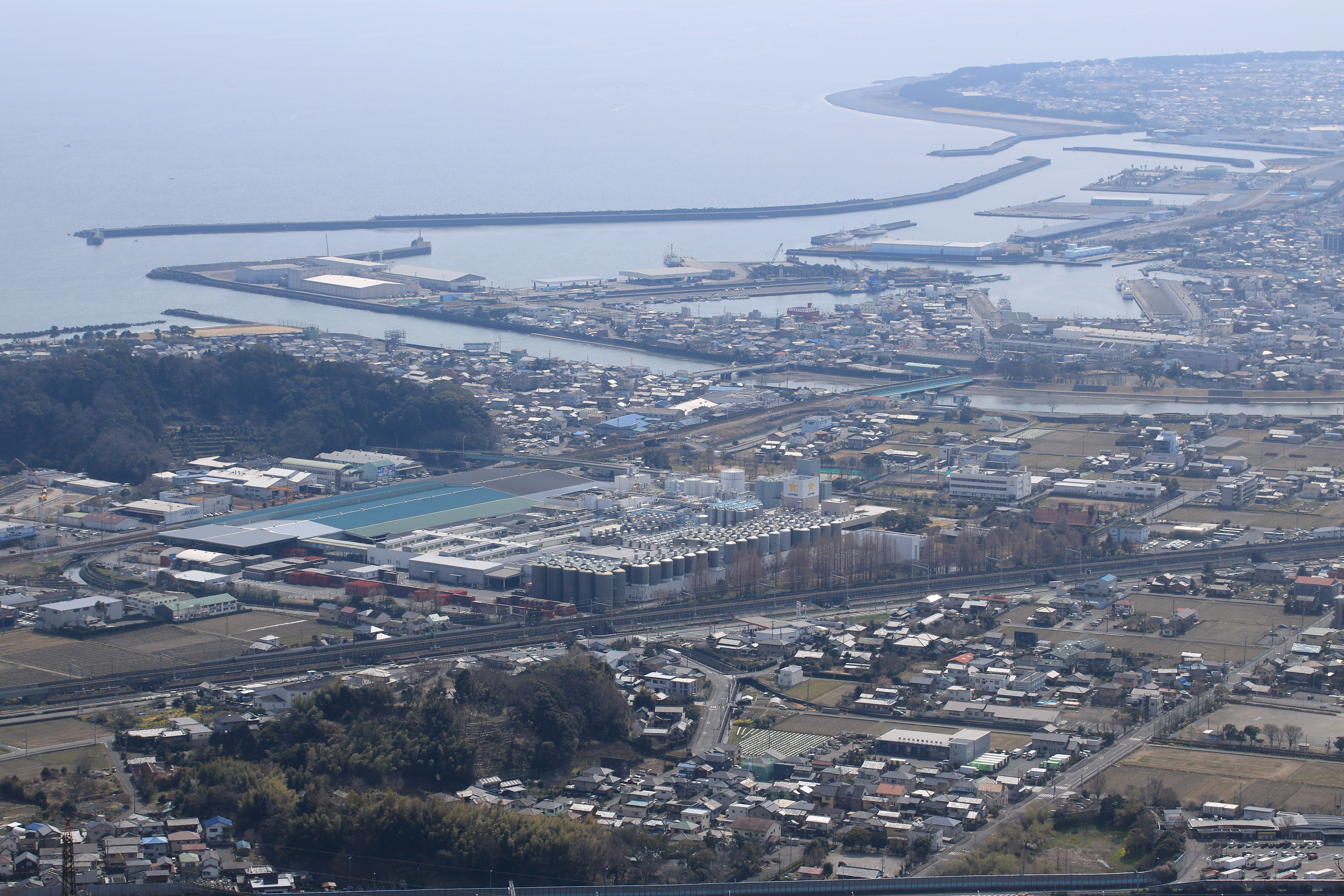
焼津漁港の北側から駿河湾に注ぐ瀬戸川、その東海道本線の橋梁と静岡県道416号静岡焼津線の当目大橋
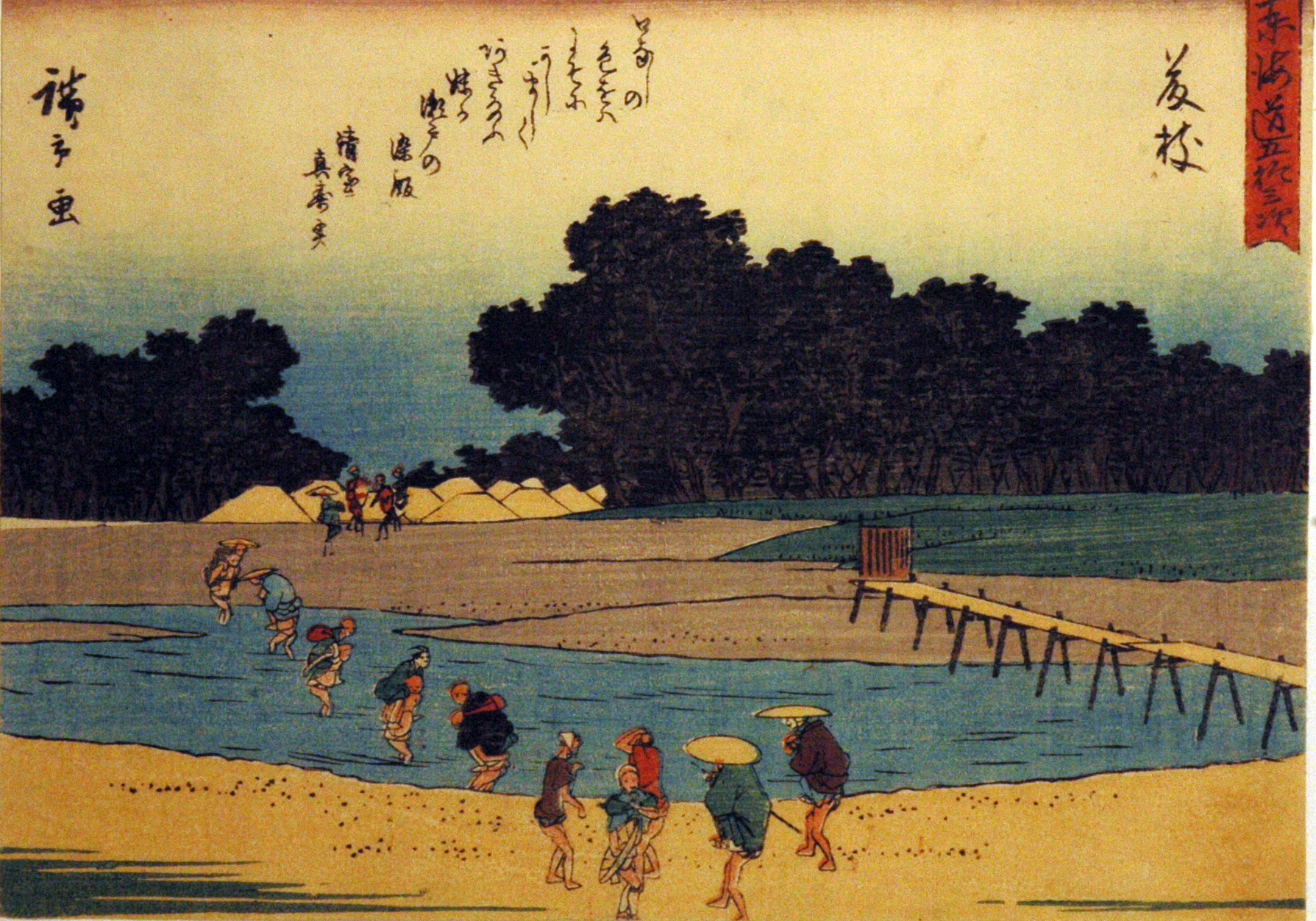
歌川広重『東海道五十三次（狂歌入東海道）藤枝』 「口なしの 色をばよそに かしましく あきなふ妹が 瀬戸の染飯　清室真寿美」
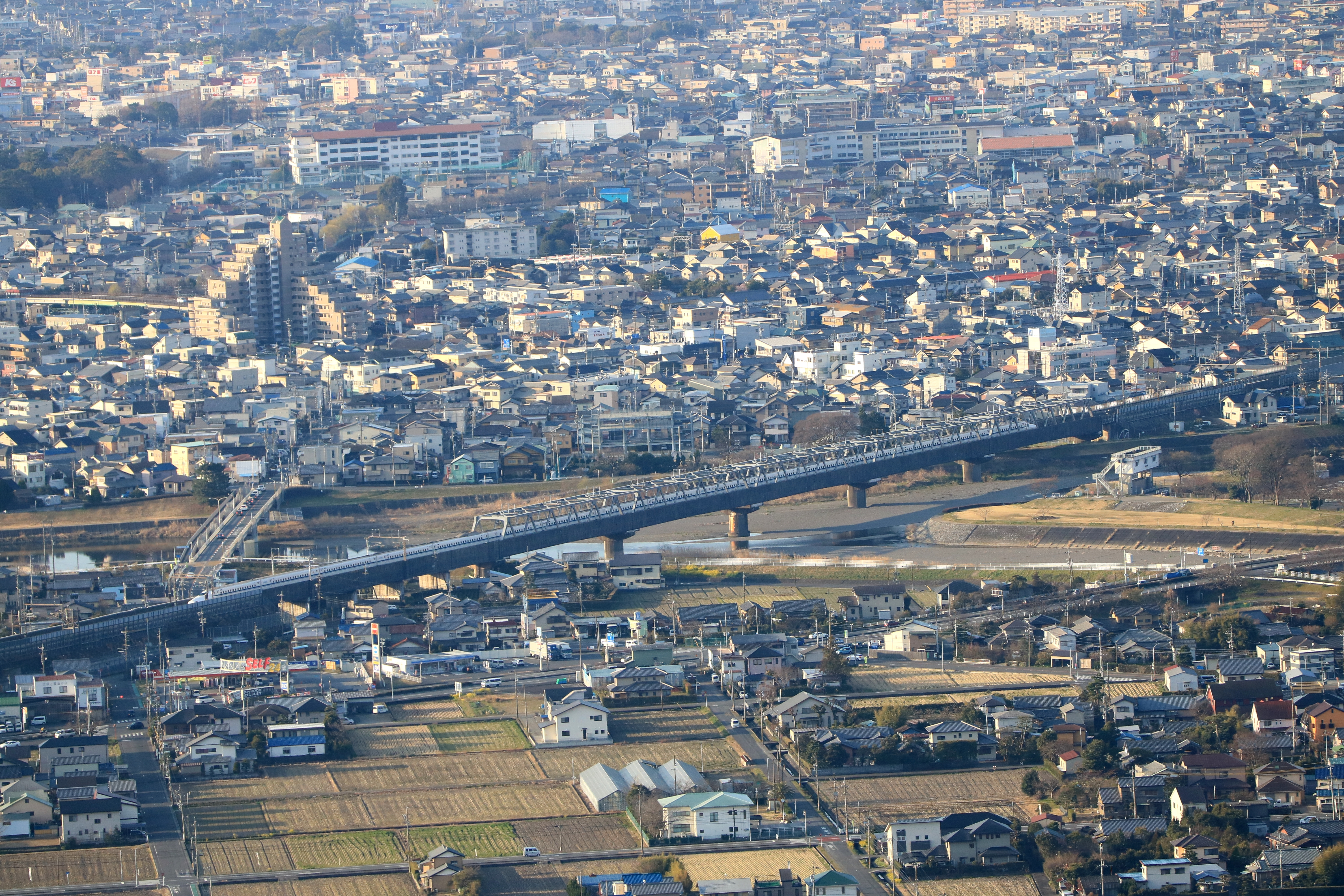
支流朝比奈川の瀬戸川への合流部、左から瀬戸川に架かる静岡県道213号焼津岡部線の入江橋、東海道新幹線の橋梁、朝比奈川に架かる国道150号の橋

## 主な支流
二級河川のみを下流側から順に記載する。
| 河川                | よみ                        | 次数    | 管理者        | 主な経過地             | 河川延長 （km） | 備考 |
| ------------------- | --------------------------- | ------- | ------------- | ---------------------- | --------------- | ---- |
| 瀬戸川              | せとがわ                    | 本川    | 静岡県 藤枝市 | 焼津市、藤枝市         | 26.38           |      |
| 石脇川              | いしわきがわ                | 1次支川 | 静岡県 焼津市 | 焼津市                 | 2.245           |      |
| 朝比奈川            | あさひながわ                | 1次支川 | 静岡県        | 焼津市、藤枝市、静岡市 | 25.5            |      |
| 葉梨川 森川         | はなしがわ もりかわ         | 2次支川 | 静岡市 藤枝市 | 藤枝市                 | 13.1            |      |
| 市場川              | いちばがわ                  | 3次支川 | 静岡県 藤枝市 | 藤枝市                 | 1.16            |      |
| 吐呂川              | とろがわ                    | 2次支川 | 静岡県        | 藤枝市                 | 2.11            |      |
| 岡部川 廻沢川       | おかべがわ まわりさわがわ   | 2次支川 | 静岡県 藤枝市 | 藤枝市                 | 5.3             |      |
| 谷川川 谷川         | やかわがわ やかわ           | 2次支川 | 静岡県 藤枝市 | 藤枝市                 | 1.2             |      |
| 野田沢川            | のだざわがわ                | 2次支川 | 静岡県 藤枝市 | 藤枝市                 | 1.4             |      |
| 青羽根川            | あおばねがわ                | 2次支川 | 静岡県 藤枝市 | 藤枝市                 | 1.5             |      |
| 山中沢川            | やまなかざわがわ            | 2次支川 | 静岡県        | 藤枝市、静岡市         | 1               |      |
| ユキ沢              | ゆきさわ                    | 2次支川 | 静岡県        | 静岡市                 | 0.45            |      |
| 梅田川              | うめだがわ                  | 1次支川 | 静岡県 藤枝市 | 焼津市、藤枝市         | 2.1             |      |
| 内瀬戸谷川 西之谷川 | うちせとたがわ にしのやがわ | 1次支川 | 静岡県 藤枝市 | 藤枝市                 | 6.1             |      |
| 谷稲葉川            | やいなばがわ                | 1次支川 | 静岡県 藤枝市 | 藤枝市                 | 3.4             |      |
| 滝沢川              | たきさわがわ                | 1次支川 | 静岡県        | 藤枝市                 | 5.21            |      |
| 滝之谷川 細尾沢川   | たきのやがわ ほそおざわがわ | 2次支川 | 静岡県 藤枝市 | 藤枝市                 | 3.15            |      |

## 主な橋梁

### 藤枝市
- 赤坂橋（静岡県道32号藤枝黒俣線）
- 矢崎橋（静岡県道32号藤枝黒俣線）
- 運動公園大橋
- 金吹橋（静岡県道32号藤枝黒俣線）
- 勝草橋（東海道）
- 瀬戸川橋（静岡県道381号島田岡部線）
- 西高橋（静岡県道215号伊久美藤枝線）

### 焼津市
- 豊田橋（静岡県道224号大富藤枝線）
- 鴻益橋（静岡県道30号焼津藤枝線）
- 新瀬戸川橋（国道150号）
- 牛田橋（静岡県道81号焼津森線）
- 入江橋（静岡県道213号焼津岡部線）
- 当目大橋（静岡県道416号静岡焼津線）

## 周辺施設
- 瀬戸谷温泉ゆらく
- 藤枝総合運動公園
- 志太温泉
- 金比羅山